# 学園3 〜華麗なる悦辱〜
『学園3 〜華麗なる悦辱〜』（がくえん3 かれいなるえつじょく）は、2010年8月27日にBISHOPから発売されたアダルトゲーム。および、それを原作とするアダルトアニメ。
アダルトアニメ版は、ミルキーズピクチャーズのレーベルCelebから2011年3月18日に第1巻が発売され、同年7月22日には第2巻が発売されている。

## 登場人物
声優はゲーム/OVAの順。
千葉 景虎
声：春野風（OVAのみ）
本作の主人公。
リディム・アーセス
声：佐倉もも花/内野ぽち
シャスティ・ヴィカネス
声：なかせひな/登場なし
観音寺 雪乃
声 - 春日アン（共通）
鳳 美鈴
声 - 香澄りょう/美木かや

## スタッフ
- 原画：水島☆多也、神藤みけこ、川合正起
- シナリオ：神門武士、酒巻雨竜、麿、きんぐ、大津菜美、庵乃音人、甲太郎、神鷹輝

## アダルトアニメ
各巻リスト
- 「学園3 〜華麗なる悦辱〜 THE ANIMATION EPISODE：01」（2011年3月18日発売）
- 「学園3 〜華麗なる悦辱〜 THE ANIMATION EPISODE：02」（2011年7月22日発売）

スタッフ
- 原作 - BISHOP
- 監督・演出・絵コンテ・キャラクターデザイン・作画監督 - きむら剛
- プロデューサー - シロガネーゼ侯爵